# NEMO (museo)
El Science Center Nemo es un centro de ciencias situado en Ámsterdam, Países Bajos. Está localizado en el Oosterdok en Amsterdam-Centrum, entre Oosterdokseiland y Kattenburg. El museo tiene sus orígenes en 1923, y desde 1997 está en un edificio diseñado por Renzo Piano. Tiene cinco plantas de exposiciones interactivas de ciencias y es el mayor centro de ciencias de los Países Bajos. Con más de 500 000 visitantes al año es el quinto museo más visitado del país.

## Historia
El museo tiene unos orígenes humildes en 1923 cuando el artista Herman Heijenbrock fundó el Museum van den Arbeid (en español: Museo del Trabajo) en el Rozengracht, en Ámsterdam. En 1954 se cambió su nombre a Nint o Nederlands Instituut voor Nijverheid en Techniek (en español: Instituto Holandés del Trabajo y la Tecnología), y en 1997 volvió a cambiar de nombre, en este caso newMetropolis. El nombre actual, Science Center Nemo, fue adoptado en el 2000.

## Exposiciones

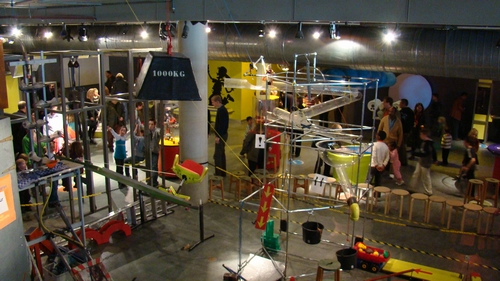
La 'reacción en cadena' en la primera planta del museo.

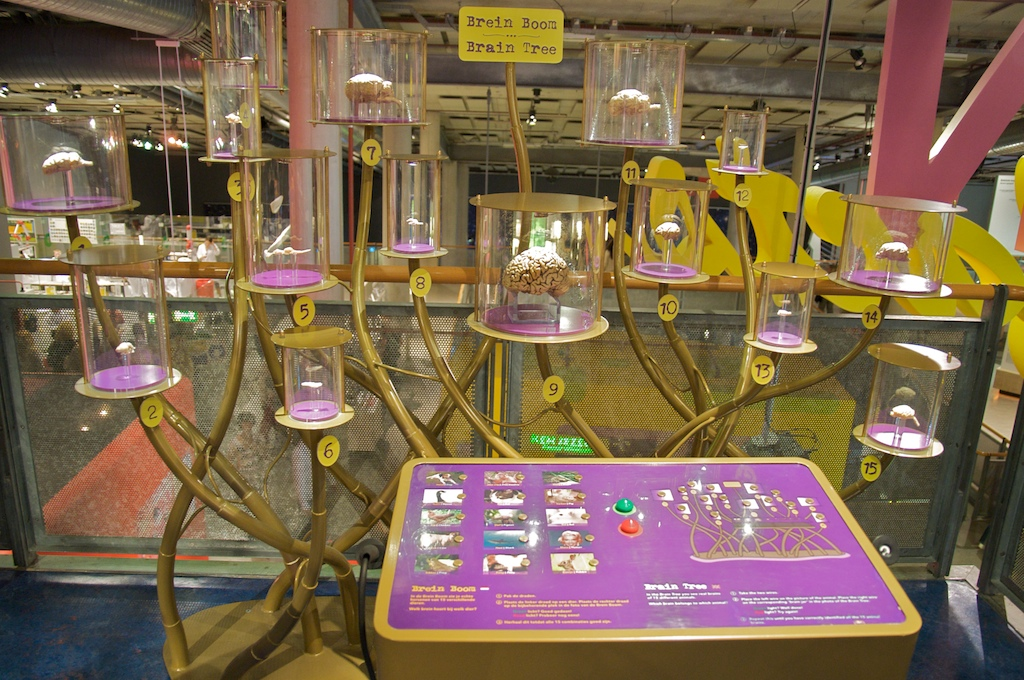
Exposición sobre cerebros animales en la cuarta planta del museo.

En el vestíbulo hay una pequeña cafetería y una tienda de regalos donde se venden pequeñas copias a escala de algunas atracciones de Nemo, como el gran dominó y los experimentos con el ADN.
Los principales temas de la primera planta son el ADN y las reacciones en cadena. Contiene una habitación con grandes dominós y artilugios como una gran campana y un coche volador. También en la primera planta hay un espectáculo de una media hora con una gran reacción en cadena.
En la segunda planta hay una fábrica de bolas donde se mandan pequeñas bolas de plástico a un circuito donde los participantes las agrupan por peso, tamaño y color y entonces la mandan a una instalación de embalaje donde se empaquetan en pequeñas cajas de metal. Hay cinco estaciones en las cuales los visitantes pegan códigos de barras magnéticos en las cajas y las mandan para que comiencen de nuevo el circuito. En esta planta hay también una pequeña cafetería y una sala de proyecciones y actuaciones donde se realizan varios actos y se proyectan películas sobre ciencia. La segunda planta también contiene exposiciones sobre el ciclo del agua, la electricidad y metales y edificios.
La tercera planta contiene un gran laboratorio de ciencias donde los visitantes pueden hacer experimentos como probar vitamina C en varias sustancias y ver el ADN. También hay una pequeña sección sobre dinero y negocios.
En la cuarta planta hay una sección sobre la mente humana con problemas de lógica, y tests de memoria y los sentidos. Esta planta es bastante oscura, lo que aumenta el misterio de los alrededores.
La quinta planta o plataforma superior contiene una cafetería, una zona de juegos para niños y ofrece buenas vistas de la ciudad.